# São José da Boa Vista
São José da Boa Vista is een gemeente in de Braziliaanse deelstaat Paraná. De gemeente telt 7.568 inwoners (schatting 2009).

## Aangrenzende gemeenten
De gemeente grenst aan Arapoti, Jaguariaíva, Santana do Itararé, Sengés, Wenceslau Braz en Riversul (SP).